# 粗齿叉蕨
粗齿叉蕨（学名：Tectaria grossedentata）为叉蕨科叉蕨属下的一个种。